# Lijst van kunstwerken in het Mauritshuis
Deze lijst van kunstwerken in het Mauritshuis geeft een overzicht van alle schilderijen, beeldhouwwerken en toegepaste kunst in het Mauritshuis en de Galerij Prins Willem V in Den Haag. De lijst is verdeeld in twee categorieën: kunstenaars op naam en anonieme kunstenaars.
De lijst is inclusief, dat wil zeggen dat het ook werken bevat die door het Mauritshuis in bruikleen zijn gegeven aan een andere instelling en werken die teruggegeven zijn aan de bruikleengever of rechtmatige eigenaar.

## Kustwerken op naam
De lijst is verdeeld in 26 subpagina's (één per letter) indien aanwezig en bevat ook monogrammisten en kunstenaars die alleen onder een noodnaam bekend zijn.
A — B — C — D — E — F — G — H — I — J — K — L — M — N — O — P — Q — R — S — T — U — V — W — X — Y — Z

## Anonieme kunstenaars
Anoniem

## Zoeken
Met deze zoekmachine kan binnen de lijsten gezocht worden op toeschrijving, titel en/of inventarisnummer.